# ليستر أتويل
ليستر أتويل (بالإنجليزية: Lester Atwell)‏ (31 يوليو 1908، بروكلين في الولايات المتحدة - 30 أبريل 2001، كاري في الولايات المتحدة)؛ روائي أمريكي.

## روابط خارجية
- ليستر أتويل على موقع قاعدة بيانات برودواي على الإنترنت (الإنجليزية)